# Teorema di Mills
In matematica il teorema di Mills afferma che
Esiste una costante {\displaystyle \theta } tale che {\displaystyle \lfloor \theta ^{3^{n}}\rfloor } sia un numero primo per tutti gli interi {\displaystyle n\geq 1}.
dove {\displaystyle \theta } indica una costante matematica nota con il nome di costante di Mills e {\displaystyle \lfloor \theta ^{3^{n}}\rfloor } la funzione parte intera di {\displaystyle \theta ^{3^{n}}}. Il teorema fu dimostrato nel 1947 da Mills 
, che, comunque, non determinò {\displaystyle \theta }, né ne propose alcuna approssimazione. Successivamente il valore della costante fu calcolato in modo sempre più preciso, fino alle 7000 cifre decimali (2005).

## Critiche
Hardy e Wright (1979) e Ribenboim (1996) sostennero però che, nonostante la particolare semplicità e bellezza della formula, essa non avesse alcuna conseguenza pratica nell'aiutare a determinare i numeri primi, dato che non è possibile conoscere l'esatto valore di {\displaystyle \theta } senza sapere in anticipo i numeri primi generati.